# Піццоне
Піццоне (італ. Pizzone) — муніципалітет в Італії, у регіоні Молізе,  провінція Ізернія.
Піццоне розташоване на відстані близько 135 км на схід від Рима, 55 км на захід від Кампобассо, 19 км на північний захід від Ізернії.
Населення — 332 особи (2014).
Щорічний фестиваль відбувається 10 червня. Покровитель — Santa Liberata.

## Демографія
Населення за роками:

Станом на 1 січня 2023 року в муніципалітеті офіційно проживало 7 іноземців з 5 країн, серед них 4 громадяни країн Євросоюзу.

## Сусідні муніципалітети
- Альфедена
- Кастель-Сан-Вінченцо
- Монтенеро-Валь-Кокк'яра
- Пічиніско
- Сан-Б'яджо-Сарачиніско